# Madonna col Bambino (Perugino Museo Puškin)
La Madonna con Bambino è un dipinto a olio su tela, trasportato da tavola, realizzato nel primo decennio del XVI secolo dal pittore italiano Perugino, con aiuti della bottega. È conservato in Russia, nel Museo Puškin di Mosca.
Si tratta di una delle tre varianti del medesimo soggetto: le altre due sono conservate nella Galleria Borghese di Roma e nel Fitzwilliam Museum di Cambridge.

## Storia
Proveniente dalla collezione privata dei conti Strogonov di Pietroburgo, nel 1922 passò al Museo dell'Ermitage, per essere traslocata infine, nel 1930, nell'attuale collocazione moscovita.

## Le altre varianti

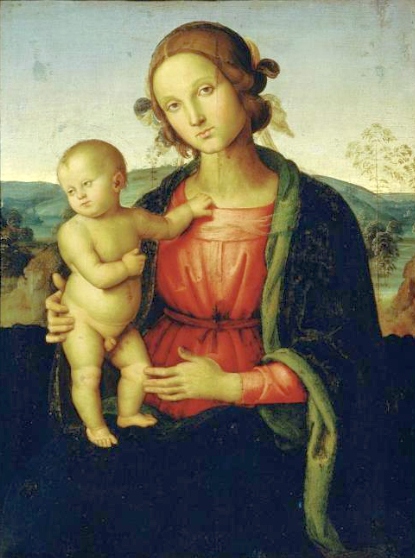
Madonna col Bambino, Galleria Borghese, Roma
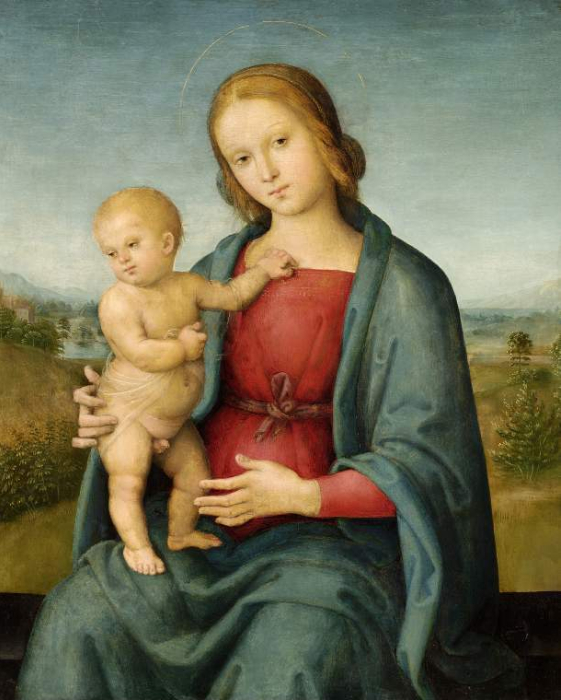
Madonna col Bambino, Fitzwilliam Museum, Cambridge